# Polacy na zawodach Challenger Series
Polacy na zawodach Challenger Series – występy reprezentantów Polski w zawodach z cyklu Challenger Series w łyżwiarstwie figurowym.
| Złoto | Srebro | Brąz | Razem |
| ----- | ------ | ---- | ----- |
| 3     | 5      | 4    | 12    |

## Wyniki
| Zawody                          | Soliści                                                           | Solistki                                                                               | Pary sportowe                     | Pary taneczne | W.                              |                                 |                                 |
| ISU Challenger Series 2014/2015 | ISU Challenger Series 2014/2015                                   | ISU Challenger Series 2014/2015                                                        | ISU Challenger Series 2014/2015   | ISU Challenger Series 2014/2015                                                                                             | ISU Challenger Series 2014/2015 | ISU Challenger Series 2014/2015 | ISU Challenger Series 2014/2015 |
| ------------------------------- | ----------------------------------------------------------------- | -------------------------------------------------------------------------------------- | --------------------------------- | --- | ------------------------------- | ------------------------------- | ------------------------------- |
| Skate Canada Autumn Classic     | 12 – Patrick Myzyk                                                | DNS                                                                                    | DNS                               | DNS | [ 1 ]                           |                                 |                                 |
| Ice Challenge                   | 8 – Patrick Myzyk                                                 | DNS                                                                                    | DNS                               | DNS | [ 2 ]                           |                                 |                                 |
| Warsaw Cup                      | 6 – Patrick Myzyk WD – Krzysztof Gała WD – Wiktor Witkowski       | DNS                                                                                    | DNS                               | 6 – Natalia Kaliszek / Maksym Spodyriew 10 – Beatrice Tomczak / Damian Binkowski 11 – Anna Postrybailo / Edwin Siwkowski    | [ 3 ] [ 4 ]                     |                                 |                                 |
| ISU Challenger Series 2015/2016 |                                                                   |                                                                                        |                                   | |                                 |                                 |                                 |
| Nebelhorn Trophy                | DNS                                                               | DNS                                                                                    | DNS                               | 7 – Natalia Kaliszek / Maksym Spodyriew                                                                                     | [ 5 ]                           |                                 |                                 |
| Memoriał Ondreja Nepeli         | 10 – Patrick Myzyk                                                | DNS                                                                                    | DNS                               | DNS | [ 6 ]                           |                                 |                                 |
| Mordovian Ornament              | DNS                                                               | DNS                                                                                    | DNS                               | – Natalia Kaliszek / Maksym Spodyriew                                                                                       | [ 7 ]                           |                                 |                                 |
| Denkowa-Stawiski Cup            | 7 – Krzysztof Gała                                                | DNS                                                                                    | DNS                               | DNS | [ 8 ]                           |                                 |                                 |
| Tallinn Trophy                  | 11 – Łukasz Kędzierski                                            | DNS                                                                                    | DNS                               | DNS | [ 9 ]                           |                                 |                                 |
| Warsaw Cup                      | 14 – Krzysztof Gała 15 – Łukasz Kędzierski 17 – Patrick Myzyk     | 13 – Agnieszka Rejment                                                                 | DNS                               | – Natalia Kaliszek / Maksym Spodyriew                                                                                       | [ 10 ] [ 11 ] [ 12 ]            |                                 |                                 |
| ISU Challenger Series 2016/2017 |                                                                   |                                                                                        |                                   | |                                 |                                 |                                 |
| Lombardia Trophy                | DNS                                                               | DNS                                                                                    | DNS                               | 6 – Justyna Plutowska / Jeremie Flemin                                                                                      | [ 13 ]                          |                                 |                                 |
| Autumn Classic International    | DNS                                                               | 13 – Colette Coco Kaminski                                                             | DNS                               | DNS | [ 14 ]                          |                                 |                                 |
| Memoriał Ondreja Nepeli         | 9 – Igor Rezniczenko                                              | DNS                                                                                    | DNS                               | 4 – Natalia Kaliszek / Maksym Spodyriew 10 – Justyna Plutowska / Jérémie Flemin                                             | [ 15 ] [ 16 ]                   |                                 |                                 |
| Finlandia Trophy                | DNS                                                               | DNS                                                                                    | DNS                               | 5 – Natalia Kaliszek / Maksym Spodyriew                                                                                     | [ 17 ]                          |                                 |                                 |
| Warsaw Cup                      | 4 – Igor Rezniczenko 17 – Krzysztof Gała 20 – Łukasz Kędzierski   | 11 – Colette Coco Kaminski 25 – Elżbieta Gabryszak 28 – Agnieszka Rejment              | DNS                               | 4 – Justyna Plutowska / Jeremie Flemin                                                                                      | [ 18 ] [ 19 ] [ 20 ]            |                                 |                                 |
| Tallinn Trophy                  | DNS                                                               | 21 – Elżbieta Gabryszak                                                                | DNS                               | DNS | [ 21 ]                          |                                 |                                 |
| Golden Spin Zagrzeb             | 17 – Patrick Myzyk                                                | DNS                                                                                    | DNS                               | DNS | [ 22 ]                          |                                 |                                 |
| ISU Challenger Series 2017/2018 |                                                                   |                                                                                        |                                   | |                                 |                                 |                                 |
| Finlandia Trophy                | DNS                                                               | DNS                                                                                    | DNS                               | 10 – Natalia Kaliszek / Maksym Spodyriew                                                                                    | [ 23 ]                          |                                 |                                 |
| Tallinn Trophy                  | DNS                                                               | 24 – Elżbieta Gabryszak 28 – Oliwia Rzepiel                                            | DNS                               | – Natalia Kaliszek / Maksym Spodyriew 12 – Anastasija Polibina / Radosław Barszczak                                         | [ 24 ] [ 25 ]                   |                                 |                                 |
| Ice Star                        | 13 – Igor Rezniczenko                                             | DNS                                                                                    | DNS                               | 9 – Justyna Plutowska / Jérémie Flemin                                                                                      | [ 26 ] [ 27 ]                   |                                 |                                 |
| Nebelhorn Trophy                | 11 – Igor Rezniczenko                                             | 24 – Elżbieta Gabryszak                                                                | DNS                               | DNS | [ 28 ] [ 29 ]                   |                                 |                                 |
| Warsaw Cup                      | 5 – Igor Rezniczenko 17 – Eryk Matysiak 18 – Łukasz Kędzierski    | 9 – Elżbieta Gabryszak 12 – Colette Coco Kaminski 14 – Oliwia Rzepiel                  | DNS                               | 9 – Justyna Plutowska / Jérémie Flemin 12 – Anastasija Polibina / Radosław Barszczak                                        | [ 30 ] [ 31 ] [ 32 ]            |                                 |                                 |
| Golden Spin Zagrzeb             | DNS                                                               | 14 – Colette Coco Kaminski                                                             | DNS                               | DNS | [ 33 ]                          |                                 |                                 |
| ISU Challenger Series 2018/2019 |                                                                   |                                                                                        |                                   | |                                 |                                 |                                 |
| Lombardia Trophy                | 13 – Igor Rezniczenko                                             | DNS                                                                                    | DNS                               | DNS | [ 34 ]                          |                                 |                                 |
| Memoriał Ondreja Nepeli         | 12 – Krzysztof Gała                                               | 10 – Elżbieta Gabryszak                                                                | DNS                               | DNS | [ 35 ] [ 36 ]                   |                                 |                                 |
| Nebelhorn Trophy                | DNS                                                               | DNS                                                                                    | DNS                               | 8 – Natalia Kaliszek / Maksym Spodyriew                                                                                     | [ 37 ]                          |                                 |                                 |
| Alpen Trophy                    | 20 – Igor Rezniczenko                                             | DNS                                                                                    | DNS                               | 5 – Justyna Plutowska / Jérémie Flemin                                                                                      | [ 38 ] [ 39 ]                   |                                 |                                 |
| Tallinn Trophy                  | 19 – Łukasz Kędzierski 22 – Eryk Matysiak                         | DNS                                                                                    | DNS                               | – Natalia Kaliszek / Maksym Spodyriew                                                                                       | [ 40 ] [ 41 ]                   |                                 |                                 |
| Golden Spin Zagrzeb             | DNS                                                               | DNS                                                                                    | DNS                               | – Natalia Kaliszek / Maksym Spodyriew                                                                                       | [ 42 ]                          |                                 |                                 |
| ISU Challenger Series 2019/2020 |                                                                   |                                                                                        |                                   | |                                 |                                 |                                 |
| U.S. International Classic      | DNS                                                               | DNS                                                                                    | DNS                               | 6 – Justyna Plutowska / Jérémie Flemin                                                                                      | [ 43 ]                          |                                 |                                 |
| Memoriał Ondreja Nepeli         | DNS                                                               | DNS                                                                                    | —                                 | 12 – Jenna Hertenstein / Damian Bińkowski                                                                                   | [ 44 ]                          |                                 |                                 |
| Minsk-Arena Ice Star            | DNS                                                               | 18 – Elżbieta Gabryszak                                                                | —                                 | – Natalia Kaliszek / Maksym Spodyriew                                                                                       | [ 45 ] [ 46 ]                   |                                 |                                 |
| Asian Open Trophy               | DNS                                                               | DNS                                                                                    | —                                 | 8 – Justyna Plutowska / Jérémie Flemin                                                                                      | [ 47 ]                          |                                 |                                 |
| Warsaw Cup                      | 25 – Krzysztof Gała                                               | – Jekatierina Kurakowa 29 – Jelizawieta Surowa 30 – Agnieszka Rejment                  | DNS                               | 5 – Justyna Plutowska / Jérémie Flemin 14 – Jenna Hertenstein / Damian Bińkowski                                            | [ 48 ] [ 49 ] [ 50 ]            |                                 |                                 |
| ISU Challenger Series 2021/2022 |                                                                   |                                                                                        |                                   | |                                 |                                 |                                 |
| Lombardia Trophy                | DNS                                                               | – Jekatierina Kurakowa                                                                 | —                                 | DNS | [ 51 ]                          |                                 |                                 |
| Nebelhorn Trophy                | DNS                                                               | – Jekatierina Kurakowa                                                                 | 16 – Anna Woźniak / Michał Hernik | DNS | [ 52 ] [ 53 ]                   |                                 |                                 |
| Cup of Austria                  | DNS                                                               | DNS                                                                                    | DNS                               | 17 – Jenna Hertenstein / Damian Binkowski                                                                                   | [ 54 ]                          |                                 |                                 |
| Warsaw Cup                      | DNS                                                               | – Jekatierina Kurakowa 22 – Elżbieta Gabryszak 23 – Karolina Białas 26 – Natalia Lerka | DNS                               | 13 – Anastasija Polibina / Pawieł Gołowisznikow 22 – Ołeksandra Borysowa / Aaron Freeman                                    | [ 55 ] [ 56 ]                   |                                 |                                 |
| Golden Spin of Zagreb           | 18 – Władimir Samojłow                                            | DNS                                                                                    | DNS                               | DNS | [ 57 ]                          |                                 |                                 |
| ISU Challenger Series 2022/2023 |                                                                   |                                                                                        |                                   | |                                 |                                 |                                 |
| U.S. International Classic      | DNS                                                               | DNS                                                                                    | DNS                               | 10 – Olivia Oliver / Elliott Graham                                                                                         | [ 58 ]                          |                                 |                                 |
| Lombardia Trophy                | DNS                                                               | – Jekatierina Kurakowa                                                                 | —                                 | 10 – Jenna Hertenstein / Damian Binkowski                                                                                   | [ 59 ] [ 60 ]                   |                                 |                                 |
| Nebelhorn Trophy                | 14 – Kornel Witkowski                                             | DNS                                                                                    | DNS                               | DNS | [ 61 ]                          |                                 |                                 |
| Memoriał Ondreja Nepeli         | 6 – Władimir Samojłow                                             | DNS                                                                                    | DNS                               | 10 – Anastasija Polibina / Pawieł Gołowisznikow                                                                             | [ 62 ] [ 63 ]                   |                                 |                                 |
| Budapest Trophy                 | 7 – Władimir Samojłow                                             | DNS                                                                                    | —                                 | 10 – Anastasija Polibina / Pawieł Gołowisznikow                                                                             | [ 64 ] [ 65 ]                   |                                 |                                 |
| Memoriał Dienisa Tena           | 5 – Kornel Witkowski                                              | DNS                                                                                    | —                                 | DNS | [ 66 ]                          |                                 |                                 |
| Ice Challenge                   | DNS                                                               | 24 – Karolina Białas                                                                   | DNS                               | DNS | [ 67 ]                          |                                 |                                 |
| Warsaw Cup                      | 6 – Władimir Samojłow 11 – Kornel Witkowski 17 – Miłosz Witkowski | – Jekatierina Kurakowa 18 – Karolina Białas 24 – Laura Szczęsna                        | DNS                               | 5 – Anastasija Polibina / Pawieł Gołowisznikow 6 – Olivia Oliver / Elliott Graham 10 – Jenna Hertenstein / Damian Binkowski | [ 68 ] [ 69 ] [ 70 ]            |                                 |                                 |